# Arada de subsol

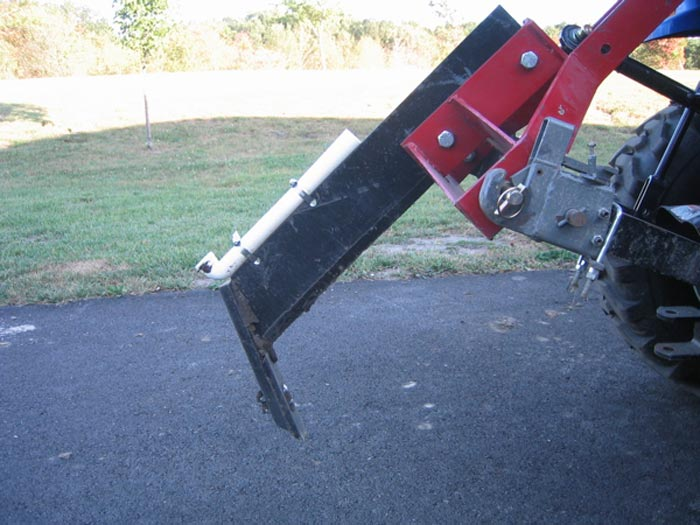
Arada de subsol Howse modular, muntada en el tractor

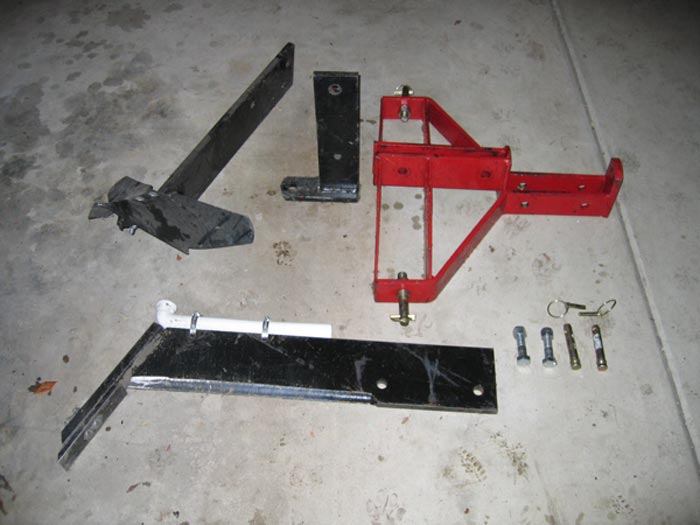
Unitat modular d'arada de subsol, sense muntar, amb accessoris

L'arada de subsol o subsolador, és una arada apta per a treballar en sòls més profunds del normal. Aquests sòls necessiten ser remoguts i voltejats per diferents motius:
- Per a trencar la terra endurida i atapeïda de la superfície i altres capes del sòl.
- Per a donar una major humitat i fertilitat al sòl.

Hi ha diversos tipus d'arada de subsol, n'hi ha de "lineals" i en forma de "V". La forma de l'arada i el nombre de fulles depèn de la potència del tractor.